# Gujana Brytyjska
Gujana Brytyjska (ang. British Guiana) – w XIX i XX wieku posiadłość brytyjska w Ameryce Południowej. Obecnie państwo – Gujana.
W 1718 Wielka Brytania zajęła obszar obecnej Gujany i w 1814 ostatecznie zdobyła go na własność. W 1831 zjednoczyła kolonie Demerara-Essequibo i Berbice, tworząc Gujanę Brytyjską.
Późniejszy premier kraju Forbes Burnham 26 maja 1966 doprowadził do przyznania Gujanie Brytyjskiej niepodległości.

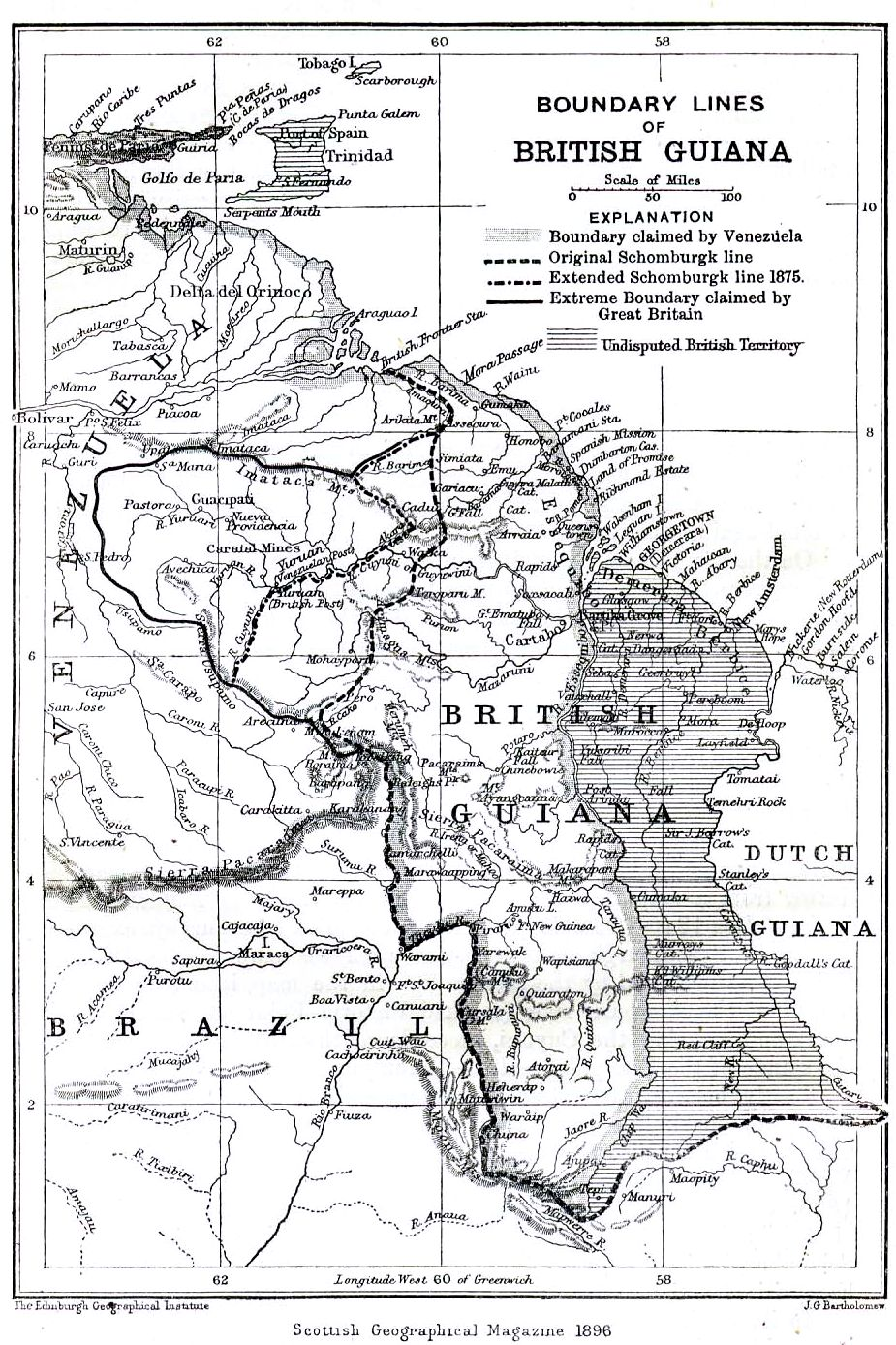
Gujana Brytyjska